# Unión Deportiva Llanera (femenino)
La Unión Deportiva Llanera femenino es un equipo de fútbol femenino de la Unión Deportiva Llanera, de la localidad de Posada de Llanera, en el concejo de Llanera en Asturias (España).

## Historia
Fue fundado en 2007, comenzando a competir en el Campeonato de Fútbol Femenino Regional de Asturias. Disputó la temporada 2011-12 en Segunda División al llegar a un acuerdo de colaboración con el Oviedo Moderno y ocupar su plaza de filial, pero el acuerdo finalizó tras su descenso al año siguiente.
Volvió a ascender en 2017 al quedar subcampeón regional en la temporada 2016-17 y no poder ascender el campeón, el Oviedo Moderno "B", debido a su condición de filial del Oviedo Moderno que les imposibilitaba para competir en la misma categoría, por lo que disputó su segunda temporada en Segunda División la temporada 2017-18, aunque descendió de nuevo al término de la misma.   

## Estadio

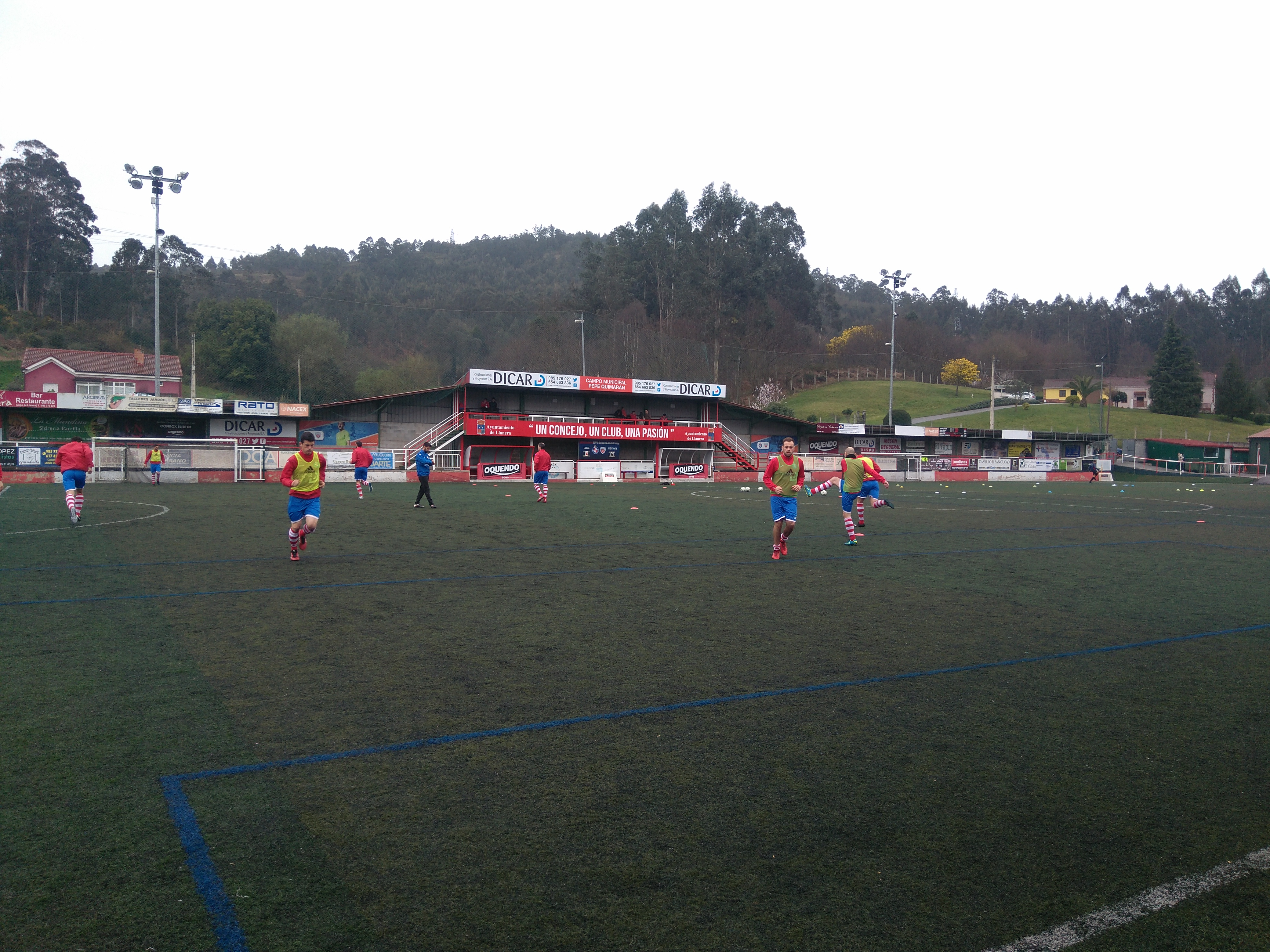
Estadio Pepe Quimarán.

La U. D. Llanera juega sus partidos como local en el campo Pepe Quimarán, situado en la localidad de Posada de Llanera. Es de hierba artificial, tiene unas dimensiones de 90x56m y su capacidad es de aproximadamente unas 1 000 personas.

## Datos del equipo
- Temporadas en Primera División: 0
- Temporadas en Segunda División: 2
- Temporadas en Regional: 10